# 響矢影男
響矢 影男（ひびきや かげお、1939年1月20日 - 没年不明 ）は、青森県八戸市出身で高砂部屋に所属した元大相撲力士。本名は新山 影男（しんやま かげお）。176cm、109kg。最高位は東十両10枚目。得意技は突っ張り、左四つ、寄り。

## 経歴
1955年3月場所に本名の「新山」で初土俵を踏む。翌場所序ノ口で「響矢」を名乗る。1960年7月場所に幕下で青錦大太郎と改名。改名の効果があったためか勝ち越しが続き、1961年1月場所に十両昇進。この場所は3勝12敗と大きく負け越し1場所で幕下へ陥落した。その後も負け越しが続いたが、1961年11月場所で四股名を「響矢」に戻し、1962年に入ってからは調子を取り戻し、1962年9月場所に十両に復帰した。その後も十両で相撲を取ったことがあったが、入幕を果たせないまま1966年3月場所に27歳で廃業した。一方、まだ高見山が関取昇進前の頃、扁桃腺の手術を受けて数日しか経過していない高見山に対して稽古場の土俵で執拗に喉輪攻めを行ったエピソードで知られ、これにより高見山は声帯を痛め、元々の美声を失い独特のかすれ声（手術すると長期のリハビリを要するという）になった。廃業後は1977年頃に広域暴力団の組員となり、1984年7月19日に大阪府大阪市で発砲事件を起こして逮捕された。

## 主な成績
- 通算成績：262勝261敗5休 勝率.501
- 十両成績：51勝84敗 勝率.378
- 現役在位：62場所
- 十両在位：9場所

### 場所別成績
| | 一月場所 初場所（東京） | 三月場所 春場所（大阪） | 五月場所 夏場所（東京） | 七月場所 名古屋場所（愛知） | 九月場所 秋場所（東京） | 十一月場所 九州場所（福岡） |
| --- | ----------------------- | ----------------------- | ----------------------- | --------------------------- | ----------------------- | --------------------------- |
| 1955年 （昭和30年） | x                       | 新序 3–0                | 西序二段50枚目 6–2      | x                           | 東序二段11枚目 4–4      | x                           |
| 1956年 （昭和31年） | 西序二段2枚目 7–1       | 西三段目57枚目 3–5      | 東三段目64枚目 4–4      | x                           | 西三段目59枚目 7–1      | x                           |
| 1957年 （昭和32年） | 東三段目26枚目 5–3      | 西三段目15枚目 6–2      | 西幕下71枚目 5–3        | x                           | 東幕下56枚目 6–2        | 東幕下40枚目 5–3            |
| 1958年 （昭和33年） | 東幕下32枚目 3–5        | 西幕下36枚目 4–4        | 東幕下36枚目 6–2        | 東幕下20枚目 4–4            | 西幕下19枚目 2–6        | 東幕下29枚目 3–5            |
| 1959年 （昭和34年） | 西幕下32枚目 6–2        | 西幕下24枚目 2–6        | 東幕下40枚目 3–5        | 西幕下44枚目 5–3            | 西幕下40枚目 6–2        | 西幕下26枚目 6–2            |
| 1960年 （昭和35年） | 西幕下13枚目 4–4        | 東幕下10枚目 4–4        | 東幕下9枚目 4–4         | 東幕下9枚目 5–2             | 西幕下3枚目 4–3         | 東幕下2枚目 5–2             |
| 1961年 （昭和36年） | 西十両18枚目 3–12       | 東幕下5枚目 2–5         | 東幕下11枚目 2–5        | 東幕下15枚目 2–5            | 西幕下25枚目 4–3        | 東幕下21枚目 5–2            |
| 1962年 （昭和37年） | 西幕下11枚目 4–3        | 東幕下7枚目 4–3         | 西幕下3枚目 4–3         | 西幕下筆頭 5–2              | 東十両16枚目 7–8        | 東十両17枚目 8–7            |
| 1963年 （昭和38年） | 東十両10枚目 7–8        | 東十両11枚目 6–9        | 東十両15枚目 1–14       | 東幕下7枚目 4–3             | 西幕下3枚目 2–5         | 東幕下9枚目 2–5             |
| 1964年 （昭和39年） | 西幕下19枚目 4–3        | 東幕下12枚目 4–3        | 東幕下10枚目 1–6        | 西幕下23枚目 4–3            | 東幕下21枚目 5–2        | 西幕下10枚目 5–2            |
| 1965年 （昭和40年） | 西幕下2枚目 5–2         | 西十両18枚目 9–6        | 東十両12枚目 6–9        | 東十両17枚目 4–11           | 西幕下6枚目 4–3         | 東幕下3枚目 2–5             |
| 1966年 （昭和41年） | 東幕下12枚目 1–6        | 西幕下35枚目 引退 0–2–5 | x                       | x                           | x                       | x                           |
| 各欄の数字は、「勝ち-負け-休場」を示す。 優勝 引退 休場 十両 幕下 三賞：敢=敢闘賞、殊=殊勲賞、技=技能賞 その他：★=金星 番付階級：幕内 - 十両 - 幕下 - 三段目 - 序二段 - 序ノ口 幕内序列：横綱 - 大関 - 関脇 - 小結 - 前頭（「#数字」は各位内の序列） |                         |                         |                         |                             |                         |                             |

## 改名歴
- 新山 影男（しんやま かげお）1955年3月場所
- 響矢 影男（ひびきや かげお）1955年5月場所 - 1960年5月場所
- 青錦 大太郎（あおにしき だいたろう）1960年7月場所 - 1961年9月場所
- 響矢 影男（ひびきや かげお）1961年11月場所 - 1966年3月場所